# Misplaced Childhood
Misplaced Childhood — третий студийный альбом британской рок-группы Marillion из Эйлсбери (графство Бакингемшир). Он был выпущен 17 июня 1985 года на лейбле EMI Records. Это концептуальный альбом, в общих чертах основанный на детстве вокалиста Marillion Фиша (настоящее имя Дерек Уильям Дик), на создание которого его вдохновил короткий инцидент, произошедший, когда он находился под воздействием ЛСД.
Альбом был записан весной 1985 года в берлинской студии Hansa Tonstudio, а продюсером выступил Крис Кимси, ранее работавший с Rolling Stones. Misplaced Childhood стал самым коммерчески успешным альбомом группы на сегодняшний день, сразу же заняв первое место в чартах Великобритании и проведя в общей сложности 41 неделю в чартах. В итоге он получил платиновый статус. На нём представлены два самых успешных сингла Marillion — гитарная рок-баллада «Kayleigh», которая достигла второго места в Великобритании и фортепианная «Lavender», которая достигла пятого места.
Misplaced Childhood был назван шестым лучшим альбомом 1985 года по версии Kerrang! и выбран четвёртым величайшим концептуальным альбомом всех времён по версии Classic Rock в 2003 году.

## Отзывы
| Оценки критиков            | Оценки критиков |
| Источник                   | Оценка          |
| -------------------------- | --------------- |
| AllMusic                   | [ 6 ]           |
| Hi-Fi News & Record Review | A:1             |
| Record Mirror              | [ 8 ]           |

Misplaced Childhood получил в целом положительные отзывы критиков.
Джон Франк из AllMusic оценил альбом в 4,5 звезды. Оглядываясь назад, он сказал, что Misplaced Childhood был «не только самым совершенным релизом группы на сегодняшний день, но и самым упорядоченным… С его пышным производством и пробивным миксом, альбом стал величайшим коммерческим триумфом группы, особенно в Европе, где они прошли путь от театрального аттракциона до настоящих стадионных королей». В 2015 году Райан Рид из Ultimate Classic Rock назвал альбом «краеугольным камнем всего движения „нео-прог“».

### Итоговые списки
Kerrang! назвал альбом шестым лучшим альбомом 1985 года. Classic Rock поместил Misplaced Childhood на четвёртое место в списке «30 величайших концептуальных альбомов рока» в 2003 году, а в 2016 году назвал его одним из 10 важнейших релизов прогрессивного рока 1980-х годов. В специальном издании «Pink Floyd & The Story of Prog Rock», выпущенном Q Classic и Mojo, альбом занял 17-е место в списке «40 альбомов космического рока». В 2014 году он был включён в список «30 самых влиятельных альбомов прог-ударников» журнала Rhythm под номером 16.

## Список композиций
Все тексты написаны Fish, вся музыка написана Mark Kelly, Ian Mosley, Steve Rothery и Pete Trewavas.
| №  | Название | Длительность |
| -- | --- | ------------ |
| 1. | «Pseudo Silk Kimono» | 2:15         |
| 2. | «Kayleigh» | 4:04         |
| 3. | «Lavender» | 2:28         |
| 4. | «Bitter Suite" - i) "Brief Encounter" - ii) "Lost Weekend" - iii) "Blue Angel" - iv) "Misplaced Rendezvous" - v) "Windswept Thumb» | 7:53         |
| 5. | «Heart of Lothian" - i) "Wide Boy" - ii) "Curtain Call»                                                                            | 4:08         |

| №                   | Название | Длительность |
| ------------------- | --- | ------------ |
| 6.                  | «Waterhole (Expresso Bongo)»                                                                                                  | 2:13         |
| 7.                  | «Lords of the Backstage» | 1:53         |
| 8.                  | «Blind Curve" - i) "Vocal Under a Bloodlight" - ii) "Passing Strangers" - iii) "Mylo" - iv) "Perimeter Walk" - v) "Threshold» | 9:30         |
| 9.                  | «Childhoods End?» | 4:33         |
| 10.                 | «White Feather» | 2:24         |
| Общая длительность: | Общая длительность: | 41:17        |

| №                   | Название                                                                      | Длительность |
| ------------------- | ----------------------------------------------------------------------------- | ------------ |
| 1.                  | «Lady Nina»                                                                   | 5:50         |
| 2.                  | «Freaks»                                                                      | 4:08         |
| 3.                  | «Kayleigh» (alternative mix)                                                  | 4:04         |
| 4.                  | «Lavender Blue»                                                               | 4:23         |
| 5.                  | «Heart of Lothian» (extended mix)                                             | 5:53         |
| 6.                  | «Pseudo Silk Kimono» (demo)                                                   | 2:08         |
| 7.                  | «Kayleigh» (demo)                                                             | 4:11         |
| 8.                  | «Lavender» (demo)                                                             | 2:33         |
| 9.                  | «Bitter Suite" - a. "Brief Encounter" - b. "Lost Weekend» (demo)              | 2:56         |
| 10.                 | «Lords of the Backstage» (demo)                                               | 1:48         |
| 11.                 | «Blue Angel» (demo)                                                           | 1:46         |
| 12.                 | «Misplaced Rendezvous» (demo)                                                 | 1:21         |
| 13.                 | «Heart of Lothian" - a. "Wide Boy" - b. "Curtain Call» (demo)                 | 4:26         |
| 14.                 | «Waterhole (Expresso Bongo)» (demo)                                           | 1:52         |
| 15.                 | «Passing Strangers" - a. "Mylo" - b. "Perimeter Walk" - c. "Threshold» (demo) | 9:26         |
| 16.                 | «Childhoods End?» (demo)                                                      | 2:22         |
| 17.                 | «White Feather» (demo)                                                        | 2:17         |
| Общая длительность: | Общая длительность:                                                           | 61:23        |

## 4-CD + Blu-ray Disc, 2017, Remastered, Digi-Book
CD 1 Misplaced Childhood 

2017 Remaster by Michael Hunter 

CD 2 Live at Utrecht 1985 

15 октября 1985 года в The Muziekcentrum Vredenburg, Утрехт, Netherlands 

2017 Mix and Master by Michael Hunter
1. Emerald Lies (Intro)	0:50
2. Script for a Jester’s Tear	8:41
3. Incubus	9:41
4. Chelsea Monday	9:59
5. The Web	8:17

CD 3 Live at Utrecht 1985 (продолжение)
1. Pseudo Silk Kimono	3:15
2. Kayleigh	4:00
3. Lavender	2:20
4. Bitter Suite	8:20
5. Heart of Lothian	4:02
6. Waterhole (Expresso Bongo)	2:26
7. Lords of the Backstage	1:47
8. Blind Curve	9:36
9. Childhoods End?	4:13
10. White Feather	5:48
11. Fugazi	12:35
12. Garden Party	6:14
13. Market Square Heroes	7:25

CD 4 сингла, би-сайды и версии
1. Lady Nina (B-side) 5:50
2. Freaks (B-side) 4:08
3. Kayleigh (alternative mix) 4:03
4. Lavender Blue 4:23
5. Heart of Lothian (extended mix) 5:49
6. Lady Nina (Steve Wilson stereo remix) 3:43

Misplaced Childhood Demos
1. Pseudo Silk Kimono 2:19
2. Kayleigh 3:59
3. Lavender 2:38
4. Bitter Suite: Brief Encounter / Lost Weekend 2:55
5. Lords of the Backstage 1:47
6. Blue Angel 1:46
7. Misplaced Rendezvous 1:57
8. Heart of Lothian: Wide Boys / Curtain Call 3:49
9. Waterhole (Expresso Bongo) 2:01
10. Passing Strangers: Mylo / Perimeter Walk / Threshold 9:17
11. Childhoods End? 2:24
12. White Feather	2:14

Blu-ray Disc
1. Misplaced Childhood [Steven Wilson Remix]	41:11
2. Lady Nina [5.1 Surround Mix]	3:43
3. Lady Nina [Stereo Remix]	3:43
4. Misplaced Childhood [2017 Remaster]	41:11
5. Childhood Memories [Documentary]	72:00
6. Kayleigh [Promo Video]	3:37
7. Lavender [Promo Video]	3:41
8. Heart of Lothian [Promo Video]	3:27
9. Lady Nina [Promo Video]	3:38[15]

## Чарты
| Чарт (1985)                             | Высшая позиция |
| --------------------------------------- | -------------- |
| Канада (RPM Top Albums/CDs)             | 88             |
| Нидерланды (Album Top 100)              | 6              |
| Финляндия (The Official Finnish Charts) | 29             |
| Германия (Offizielle Top 100)           | 3              |
| Италия (Musica e Dischi)                | 11             |
| Норвегия (VG-lista)                     | 10             |
| Швеция (Sverigetopplistan)              | 15             |
| Швейцария (Schweizer Hitparade)         | 6              |
| Великобритания (UK Albums Chart)        | 1              |
| США (Billboard 200)                     | 47             |

## Сертификации
| Регион                                                      | Сертификация | Продажи  |
| ----------------------------------------------------------- | ------------ | -------- |
| Германия (BVMI)                                             | Платиновый   | 500 000^ |
| Великобритания (BPI)                                        | Платиновый   | 300 000^ |
| Швейцария (IFPI Switzerland)                                | Золотой      | 25 000^  |
| ^ Данные о тиражах приведены только на основе сертификации. |              |          |